# Landtagswahlkreis Havelland I
Der Wahlkreis Havelland I (Wahlkreis 5) ist ein Landtagswahlkreis in Brandenburg. Er umfasst die Städte Nauen und Ketzin sowie die Gemeinden Brieselang, Wustermark und die Ämter Nennhausen und Friesack, die im Landkreis Havelland liegen. Wahlberechtigt waren bei der letzten Landtagswahl 49.168 Einwohner.

## Landtagswahl 2024
Für die Landtagswahl 2024 stehen folgende Parteien und Direktkandidaten zur Wahl:
| Direktkandidat  | Partei                    | Erststimmen in % | Zweitstimmen in % |
| --------------- | ------------------------- | ---------------- | ----------------- |
| Johannes Funke  | SPD                       | 36,1             | 32,9              |
| Dominik Kaufner | AfD                       | 34,2             | 30,7              |
| Margarita Stark | CDU                       | 15,6             | 12,4              |
| Anja Stamm      | GRÜNE                     | 2,7              | 3,8               |
| Andrea Johlige  | Die Linke                 | 3,9              | 2,3               |
| Julia Schmohl   | BVB/FW                    | 4,9              | 1,8               |
| Marcel Richter  | FDP                       | 1,3              | 0,9               |
| –               | Tierschutzpartei          | –                | 2,1               |
| –               | Plus (Piraten, ÖDP, Volt) | –                | 0,8               |
| –               | BSW                       | –                | 11,4              |
| –               | III. Weg                  | –                | 0,1               |
| –               | DKP                       | –                | 0,0               |
| Tino Müller     | DLW                       | 1,3              | 0,7               |
| –               | WU                        | –                | 0,2               |

## Landtagswahl 2019
Bei der Landtagswahl 2019 wurde Johannes Funke im Wahlkreis direkt gewählt.
Die weiteren Wahlkreisergebnisse:
| Direktkandidat    | Partei           | Erststimmen in % | Zweitstimmen in % |
| ----------------- | ---------------- | ---------------- | ----------------- |
| Johannes Funke    | SPD              | 25,3             | 26,6              |
| Marcel Welzel     | CDU              | 16,2             | 15,5              |
| Andrea Johlige    | Die Linke        | 10,6             | 10,5              |
| Dominik Kaufner   | AfD              | 24,9             | 24,4              |
| Petra Budke       | GRÜNE            | 11,8             | 11,0              |
| Christian Ehrecke | BVB/FW           | 7,7              | 4,8               |
| –                 | PIRATEN          | –                | 0,6               |
| Volkmar Richter   | FDP              | 3,8              | 3,8               |
| –                 | ÖDP              | –                | 0,6               |
| –                 | Tierschutzpartei | –                | 3,2               |
| –                 | V-Partei³        | –                | 0,3               |

## Landtagswahl 2014
Bei der Landtagswahl 2014 wurde Udo Folgart im Wahlkreis direkt gewählt.
Die weiteren Wahlkreisergebnisse:
| Direktkandidat     | Partei    | Erststimmen in % | Zweitstimmen in % |
| ------------------ | --------- | ---------------- | ----------------- |
| Udo Folgart        | SPD       | 36,5             | 34,1              |
| Andrea Johlige     | Die Linke | 16,3             | 17,1              |
| Michael Koch       | CDU       | 22,3             | 21,3              |
| Ingeborg Kalischer | GRÜNE     | 6,3              | 6,4               |
|                    | FDP       |                  | 1,5               |
|                    | NPD       |                  | 2,8               |
| Alexander Schmunk  | BVB/FW    | 3,2              | 1,9               |
|                    | REP       |                  | 0,2               |
|                    | DKP       |                  | 0,2               |
| Gerald Hübner      | AfD       | 13,2             | 12,6              |
| Raimond Heydt      | PIRATEN   | 2,1              | 1,9               |

## Landtagswahl 2009
Bei der Landtagswahl 2009 wurde Udo Folgart im Wahlkreis direkt gewählt.
Die weiteren Wahlkreisergebnisse:
| Direktkandidat    | Partei              | Erststimmen in % | Zweitstimmen in % |
| ----------------- | ------------------- | ---------------- | ----------------- |
| Udo Folgart       | SPD                 | 34,7             | 35,8              |
| Jörg Schönberg    | Die Linke           | 25,7             | 24,4              |
| Michael Koch      | CDU                 | 20,3             | 18,3              |
| -                 | DVU                 | -                | 01,1              |
| Felix Doepner     | GRÜNE               | 05,4             | 05,0              |
| Erhard Zeine      | FDP                 | 07,3             | 08,0              |
| -                 | 50 Plus             | -                | 00,4              |
| -                 | DKP                 | -                | 00,1              |
| -                 | REP                 | -                | 00,2              |
| -                 | Die-Volksinitiative | -                | 01,1              |
| Maik Schneider    | NPD                 | 03,8             | 03,3              |
| -                 | RRP                 | -                | 00,5              |
| Alexander Schmunk | Freie Wähler        | 02,9             | 01,8              |

## Landtagswahl 2004
Die Landtagswahl 2004 hatte folgendes Ergebnis:
| Direktkandidat      | Partei          | Erststimmen in % | Zweitstimmen in % |
| ------------------- | --------------- | ---------------- | ----------------- |
| Udo Folgart         | SPD             | 33,1             | 33,8              |
| Michael Koch        | CDU             | 21,4             | 19,4              |
| Brigitte Noel       | PDS             | 30,3             | 25,9              |
| -                   | DVU             | -                | 07,2              |
| Felix Doepner       | GRÜNE           | 03,5             | 03,4              |
| Michael Stroh       | FDP             | 04,6             | 03,5              |
| -                   | AUB-Brandenburg | -                | 00,2              |
| Christof Schmidt    | JA              | 01,1             | 00,4              |
| Herbert Jecht       | AfW             | 02,7             | 00,7              |
| -                   | DKP             | -                | 00,1              |
| -                   | GRAUE           | -                | 01,0              |
| -                   | FAMILIE         | -                | 02,7              |
| -                   | 50 Plus         | -                | 00,8              |
| -                   | Offensive D     | -                | 00,1              |
| Hans-Joachim Christ | BRB             | 03,1             | 00,8              |